# Gustavo Lozano Contreras
Gustavo Lozano-Contreras (n. 22 mai 1938, Bogotá, Columbia – d. octombrie 2000, Bogotá, Columbia) a fost un botanist columbian, profesor de botanică la Institutul de Științe Naturale al Universității Naționale din Columbia. 
Alături de Eduino Carbonó, el a descris 125 de specii de plante endemice pentru Sierra Nevada de Santa Marta din Columbia. 
A ocupat funcția de director al Departamentului de botanică la Facultatea de Științe a Universității Naționale din Columbia din Bogotá . 